# シルヴァービュレットデイ
シルヴァービュレットデイ (Silverbulletday) は、アメリカ合衆国の競走馬。
ブリーダーズカップ・ジュヴェナイルフィリーズ、ケンタッキーオークスなどG1を5勝。1998年エクリプス賞最優秀2歳牝馬、1999年エクリプス賞最優秀3歳牝馬、アメリカ競馬殿堂馬。

## 経歴
1998年6月13日にチャーチルダウンズ競馬場でデビューした。2歳時は7戦6勝の戦績でブリーダーズカップ・ジュヴェナイルフィリーズなど重賞を5勝し、エクリプス賞の最優秀2歳牝馬に選出された。
1999年は2月のダヴォナデールステークスから始動し、フェアグラウンズオークス、アッシュランドステークス、ケンタッキーオークス、ブラックアイドスーザンステークスと連勝した。6月には牡馬路線のベルモントステークスにも挑戦したが7着に敗れ、前年10月からの連勝は8でストップした。その後は再び牝馬路線に戻りモンマスオークス、アラバマステークス、ガゼルハンデキャップに勝利。ブリーダーズカップ・ディスタフでは1番人気に支持されたが最後に失速して6着と大敗した。3歳時の戦績は11戦8勝で、エクリプス賞の最優秀3歳牝馬に選出された。
2000年になると初戦にこそ勝利したものの4着・2着・2着・3着と勝ちきれないレースが続き、7月のデラウェアハンデキャップでの敗戦を最後に繁殖入りした。
2009年、アメリカ競馬殿堂馬に選出された。

### 年別競走成績
- 1998年（7戦6勝） - エクリプス賞最優秀2歳牝馬 
  - 1着 - ブリーダーズカップ・ジュヴェナイルフィリーズ、アルシバイアディーズステークス
- 1999年（11戦8勝） - エクリプス賞最優秀3歳牝馬 
  - 1着 - ケンタッキーオークス、アッシュランドステークス、アラバマステークス、ガゼルハンデキャップ
  - 2着 - ベルデイムステークス
- 2000年（5戦1勝）

## 血統表
| シルヴァービュレットデイ (Silverbulletday)の血統（ヴァイスリージェント系 / アウトクロス） | シルヴァービュレットデイ (Silverbulletday)の血統（ヴァイスリージェント系 / アウトクロス） | シルヴァービュレットデイ (Silverbulletday)の血統（ヴァイスリージェント系 / アウトクロス） | （血統表の出典） | （血統表の出典） |
| 父 Silver Deputy 1985 鹿毛                                                                | 父の父Deputy Minister 1979 黒鹿毛                                                         | Vice Regent                                                                               | Northern Dancer  | Northern Dancer  |
| 父 Silver Deputy 1985 鹿毛                                                                | 父の父Deputy Minister 1979 黒鹿毛                                                         | Vice Regent                                                                               | Victoria Regina  |                  |
| 父 Silver Deputy 1985 鹿毛                                                                | 父の父Deputy Minister 1979 黒鹿毛                                                         | Mint Copy                                                                                 | Bunty's Flight   | Bunty's Flight   |
| 父 Silver Deputy 1985 鹿毛                                                                | 父の父Deputy Minister 1979 黒鹿毛                                                         | Mint Copy                                                                                 | Shakney          |                  |
| 父 Silver Deputy 1985 鹿毛                                                                | 父の母Silver Valley 1979 栗毛                                                             | Mr. Prospector                                                                            | Raise a Native   | Raise a Native   |
| 父 Silver Deputy 1985 鹿毛                                                                | 父の母Silver Valley 1979 栗毛                                                             | Mr. Prospector                                                                            | Gold Digger      |                  |
| 父 Silver Deputy 1985 鹿毛                                                                | 父の母Silver Valley 1979 栗毛                                                             | Seven Valleys                                                                             | Road At Sea      | Road At Sea      |
| 父 Silver Deputy 1985 鹿毛                                                                | 父の母Silver Valley 1979 栗毛                                                             | Seven Valleys                                                                             | Proud Pied       |                  |
| 母 Rokeby Rose 1977 黒鹿毛                                                                | 母の父Tom Rolfe 1962 鹿毛                                                                 | Ribot                                                                                     | Tenerani         | Tenerani         |
| 母 Rokeby Rose 1977 黒鹿毛                                                                | 母の父Tom Rolfe 1962 鹿毛                                                                 | Ribot                                                                                     | Romanella        |                  |
| 母 Rokeby Rose 1977 黒鹿毛                                                                | 母の父Tom Rolfe 1962 鹿毛                                                                 | Pocahontas II                                                                             | Roman            | Roman            |
| 母 Rokeby Rose 1977 黒鹿毛                                                                | 母の父Tom Rolfe 1962 鹿毛                                                                 | Pocahontas II                                                                             | How              |                  |
| 母 Rokeby Rose 1977 黒鹿毛                                                                | 母の母Rokeby Venus 1970 鹿毛                                                              | Quadrangle                                                                                | Cohoes           | Cohoes           |
| 母 Rokeby Rose 1977 黒鹿毛                                                                | 母の母Rokeby Venus 1970 鹿毛                                                              | Quadrangle                                                                                | Tap Day          |                  |
| 母 Rokeby Rose 1977 黒鹿毛                                                                | 母の母Rokeby Venus 1970 鹿毛                                                              | All Beautiful                                                                             | Battlefield      | Battlefield      |
| 母 Rokeby Rose 1977 黒鹿毛                                                                | 母の母Rokeby Venus 1970 鹿毛                                                              | All Beautiful                                                                             | Parlo F-No.1-c   |                  |